# آماندا کرو
آماندا کرو (به انگلیسی: Amanda Crew) (زاده ۱۹۸۶) بازیگر کانادایی سینما و تلویزیون است. او بیشتر به خاطر بازی در فیلم‌های مقصد نهایی ۳(۲۰۰۶) ، جن‌زدگی در کنتیکت (۲۰۰۹) شناخته می‌شود. کرو در شهر لانگلی بریتیش کلمبیا زاده شد. مادر او منشی حقوقی و پدرش کارمند مخابرات بود. .
از دیگر فیلم‌های معروف او می‌توان به بازی در روزگار آدلین اشاره کرد.